# Кондал, Райан
Райан Кондал (англ. Ryan Condal; родился в 1979 или 1980) — американский кинематографист, известный в первую очередь как создатель и шоураннер сериала «Дом Дракона» (выходит на экраны с 2022 года). До этого был создателем и шоураннером сериала «Колония» (2015—2018), написал сценарии фильмов «Геракл» (2014) и «Рэмпейдж» (2018).